# Alexandre André Jacob
Alexandre André Jacob (* 1826; † 24. September 1878 in Frascati) war ein französischer Schriftsteller.
Alexandre André Jacob, unter dem Namen Alexandre Erdan bekannter französischer Schriftsteller, geboren als der natürliche Sohn eines hohen Geistlichen, studierte auf dem Priesterseminar St. Sulpice in Paris, wandte sich aber bald der Schriftstellerlaufbahn zu.
Ein heftiger Gegner der Klerikalen, schrieb er das Werk La France mystique, ou tableau des excentricités religieuses de ce temps (1855), das ihm eine Verurteilung zu Gefängnishaft einbrachte.
Er floh in die Schweiz, wo er in La Chaux-de-Fonds eine Zeitung, Le National Suisse, begründete. Zwei Jahre später ging er nach Florenz und von da nach Rom, wo er als Korrespondent des Siècle und anderer Zeitungen tätig war. Er starb am 24. September 1878 in Frascati. Von seinen Schriften sind noch die Petites lettres d'un républicain rose (1848) zu nennen.

## Werk
- Les révolutionnaires de l'A-B-C Digitalisat
- La France mystique: tableau des excentricités religieuses de ce temps Teil 1, Teil 2

Dieser Artikel basiert auf einem gemeinfreien Text aus Meyers Konversations-Lexikon, 4. Auflage von 1888 bis 1890.
| Personendaten    | Personendaten                |
| ---------------- | ---------------------------- |
| NAME             | Jacob, Alexandre André       |
| ALTERNATIVNAMEN  | Erdan, Alexandre             |
| KURZBESCHREIBUNG | französischer Schriftsteller |
| GEBURTSDATUM     | 1826                         |
| STERBEDATUM      | 24. September 1878           |
| STERBEORT        | Frascati                     |